# Мучихино
Мучи́хино (рос. Мучихино) — село в Кіровському районі Ленінградської області, Росія.